# Varijacijski račun
Varijacijski račun grana je matematičke analize u kojoj se koriste varijacije funkcionala kako bi se dobile funkcije, putanje, krivulje, plohe i sl. koje zadovoljavaju uvjet njegova ekstrema. Funkcional je funkcija koja kao argument uzima drugu funkciju, a kao rezultat daje neki broj. Varijacijski račun može se gledati kao proširenje matematičke analize na beskonačnodimenzionalne prostore. 

## Povijest
Varijacijski račun nastao je kad je nastala matematička analiza, odnosno objavom Newtonove Principie 1687. godine. Neki od problema koji su motivirali razvoj varijacijskog računa bili su problem brachistochrone (iz antičkog grčkog βράχιστος χρόνος /brákhistos khrónos/ za najkraće vrijeme) te Newtonov problem najmanjeg otpora.
Varijacijski je račun dobio potpuni zamah u 18. stoljeću pojavom analitičke mehanike. U njoj se koristi funkcional djelovanja, a traži se njegov ekstrem koristeći princip stacionarnog djelovanja.

## Funkcional
Funkcional je preslikavanje
{\displaystyle F:X\to \mathbb {R} \quad {\text{ili}}\quad F:X\to \mathbb {C} ,}
gdje je {\displaystyle X} neki funkcijski (vektorski) prostor, kao što je Hilbertov prostor ili Banachov prostor, koji su oboje primjeri beskonačnodimenzionalnih vektorskih prostora.
Neki od primjera funkcionala jesu duljina krivulje {\displaystyle y(x)}:
{\displaystyle L=\int _{a}^{b}{\sqrt {x'(t)^{2}+y'(t)^{2}}}\,dt}
određeni Riemannov integral:
{\displaystyle I[f]=\int _{\Omega }H(f(x),f'(x),\ldots )\;\mu (\mathrm {d} x)}
te djelovanje iz fizike:
{\displaystyle {\mathcal {S}}[\mathbf {q} (t)]=\int _{t_{1}}^{t_{2}}L(\mathbf {q} (t),{\dot {\mathbf {q} }}(t),t)\,dt.}

## Varijacija
Varijacija se može rigorozno definirati kao Gateauxova derivacija. Ona je poopćenje usmjerene derivacije na beskonačnodimenzionalne probleme.

### Definicija
Neka su {\displaystyle X} i {\displaystyle Y} lokalno konveksni topološki vektorski prostori, npr, Banachov prostor, {\displaystyle U\subseteq X} je otvoren skup i {\displaystyle F:U\to Y}. Gateauxova derivacija {\displaystyle dF(u;\psi )} od {\displaystyle F} u točki {\displaystyle u\in U} u smjeru {\displaystyle \psi \in X} definirana je kao:
{\displaystyle dF(u;\psi )=\lim _{\tau \to 0}{\frac {F(u+\tau \psi )-F(u)}{\tau }}=\left.{\frac {d}{d\tau }}F(u+\tau \psi )\right|_{\tau =0}}
Ako limes postoji za svaki {\displaystyle \psi \in X,} onda je {\displaystyle F} Gateaux-derivabilna u točki {\displaystyle u.}
Gateauxova derivacija može se gledati kao beskonačnodimenzionalno poopćenje standarnog problema traženja ekstrema funkcije iz matematičke analize.
Gateauxova derivacija nazvana je u čast francuskog matematičara Renéa Gateauxa.

## Euler-Lagrangeove jednadžbe
Ekstremne vrijednosti funkcionala
{\displaystyle I=\int _{b}^{a}f(y,{\dot {y}},x)\,dx}
odnosno slučajevi u kojima je Gateauxova derivacija funkcionala jednaka nuli, daju Euler–Lagrangeove jednadžbe kao uvjet koji mora biti zadovoljen da bi funkcional imao ekstrem:
{\displaystyle {\frac {\partial f}{\partial y}}-{\frac {d}{dx}}\left({\frac {\partial f}{\partial {\dot {y}}}}\right).}
Uvjet stacionarnosti funkcionala {\displaystyle I}, odnosno Gateaux derivacija funkcionala {\displaystyle I} izjednačena s nulom jednaka je Euler-Lagrangeovim jednadžbama. 
{\displaystyle \delta I=d\left(\int _{a}^{b}f(y,{\dot {y}},x)\,dx\right)=0\;\Rightarrow \;{\frac {\partial f}{\partial y}}-{\frac {d}{dx}}\left({\frac {\partial f}{\partial {\dot {y}}}}\right)=0}
Euler-Lagrangeove jednadžbe prve je definirao Leonhard Euler u svojem dijelu Methodus inveniendi lineas curvas maximi minimive proprietate gaudentes iz 1744. godine.
Jedna vrlo bitna upotreba Euler-Lagrangeovih jednadžbi je u fizici, točnije u analitičkoj mehanici gdje EL jednadžbe određuju putanju bilo kojeg mehaničkog sustava.

## Primjene

### Najkraća udaljenost između dvije točke
Na ravnini, udaljenost između dvije infinitezimalno bliske točke {\displaystyle (x,y)} i {\displaystyle (x+dx,y+dy)} definirana je Pitagorinim poučkom:
{\displaystyle ds^{2}=dx^{2}+dy^{2},}
gdje je {\displaystyle ds} diferencijalna duljina luka.
Iz diferencijalnog oblika Pitagorinog poučka može se dobiti funkcional kojem se onda radi varijacija, odnosno formula za duljinu luka.
Funkcional definiran nad glatkim funkcijama {\displaystyle y(x)} koje povezuju dvije fiksne točke {\displaystyle (x_{0},y_{0})} i {\displaystyle (x_{1},y_{1})} je:
{\displaystyle J[y]=\int _{x_{0}}^{x_{1}}{\sqrt {1+(y')^{2}}}\,dx.}
Traži se funkcija {\displaystyle y(x)} koja minimizira ovu veličinu. Koristi se varijacijski pristup tako da se perturbira funkcija za neki {\displaystyle \epsilon }:
{\displaystyle y(x)\mapsto y(x)+\varepsilon \eta (x),}
gdje je {\displaystyle \eta (x)} proizvoljna glatka funkcija koja zadovoljava rubne uvjete {\displaystyle \eta (x_{0})=\eta (x_{1})=0}. 
Varijacija funkcionala glasi:
{\displaystyle \delta J=\left.{\frac {d}{d\varepsilon }}J[y+\varepsilon \eta ]\right|_{\varepsilon =0}=\int _{x_{0}}^{x_{1}}{\frac {y'\eta '}{\sqrt {1+(y')^{2}}}}\,dx.}
Integracijom po dijelovima se dobije:
{\displaystyle \delta J=-\int _{x_{0}}^{x_{1}}{\frac {d}{dx}}\left({\frac {y'}{\sqrt {1+(y')^{2}}}}\right)\eta (x)\,dx.}
Budući da vrijedi {\displaystyle \delta J=0} za sve {\displaystyle \eta (x)}, slijedi da mora vrijediti:
{\displaystyle {\frac {d}{dx}}\left({\frac {y'}{\sqrt {1+(y')^{2}}}}\right)=0.}
Ova diferencijalna jednadžba implicira da je {\displaystyle y'(x)} konstanta:
{\displaystyle {\frac {y'}{\sqrt {1+(y')^{2}}}}=C\rightarrow y'={\sqrt {\frac {C}{1-C}}}=a\rightarrow y=ax+b}
Pa je rješenje oblika:
{\displaystyle y(x)=ax+b,}
odnosno pravac. To pokazuje da je najkraća putanja između dvije točke u ravnini upravo dužina — što je i očekivano iz geometrije.

### Mehanika
U mehanici, Hamiltonov princip je inačica principa stacionarnog djelovanja. 
Hamiltonov princip govori kako je evolucija sustava, koji ima pripadajući funkcional:
{\displaystyle {\displaystyle {\mathcal {S}}[\mathbf {q} ]\ {\stackrel {\mathrm {} }{=}}\ \int _{t_{1}}^{t_{2}}L(\mathbf {q} (t),{\dot {\mathbf {q} }}(t),t)\,dt}}
gdje je {\displaystyle {\displaystyle L(\mathbf {q} ,{\dot {\mathbf {q} }},t)}} Lagrangeova funkcija, dana kao rješenje funkcionalne jednadžbe:
{\displaystyle {\frac {\delta {\mathcal {S}}}{\delta \mathbf {q} (t)}}=0.}
To jest, sustav će se gibati putanjom u konfiguracijskom prostoru za koju je djelovanje stacionarno, s fiksnim rubnim uvjetima na početku i kraju putanje.